# Мелъди
Мелъди е българско радио, част от Оберон Радио Макс. Радиото започва излъчване на 15 август 2007 г. Излъчва само на територията на София, Варна и онлайн. Позиционирано е към зрялата зрителска аудитория. Залага на най-доброто и мелодично звучене от 50-те до 90-те и есенцията от съвременната поп-мелъди музика, класически български хитове и евъргрийн песни. Музикален директор на радиото е Спас Шурулинков.